# 유니언 잭

현재 영국의 국기로 사용중인 유니언 잭

유니언 잭(영어: Union Jack) 또는 유니언 기(영어: Union Flag 유니언 플래그[*])는 영국의 국기에서 사용하는 영국 왕실의 깃발 디자인이며, 여러 영연방 왕국 국기에 포함된다.

## 역사

유니언 잭의 구성

초창기의 유니언 잭

1707년까지 스코틀랜드에서 널리 사용된 유니언 잭

### 1801년 이전 유니언 잭
스코틀랜드의 제임스 6세가 1603년 잉글랜드의 왕위를 물려받아 잉글랜드의 제임스 1세가 되면서 잉글랜드 왕국과 스코틀랜드 왕국은 동군연합이 되었다.
1606년 4월 12일 왕령으로 잉글랜드와 스코틀랜드의 동군연합을 상징하는 새로운 기를 제정했다. 이 기는 잉글랜드의 국기(흰 바탕에 붉은 십자를 그린 성 게오르기우스 십자)와 스코틀랜드의 국기(파란 바탕에 흰 X자 모양의 십자를 그린 성 안드레아 십자)를 겹쳐서 만들었다. 처음에는 선박과 해군의 기로만 사용했으며 1634년에 국왕의 배에만 사용하도록 제한했었다.
1707년 선포한 합병령으로 그레이트브리튼 왕국으로 합하면서 국기가 되었다. 여러 가지 밝기의 파란 색이 스코틀랜드 기에 사용한다. 유니언 기 배경색은 짙은 네이비 블루(팬턴 280)이며, 현재 스코틀랜드 국기에 사용하는 배경색은 2003년 스코틀랜드 의회에서 정한 옅은 로열 블루(팬턴 300)이다.
웨일스는 1282년 잉글랜드의 에드워드 1세가 병합해서 잉글랜드 일부로 여겼기 때문이다. 현재 웨일스 국기는 20세기에 만들었다. 아일랜드 왕국은 1542년부터 잉글랜드와 동군연합 상태로 있었지만 이 유니언 잭에는 표현하지 않았다.
1801년 이전 유니언 잭은 처음 채택한 미국의 국기에서도 왼쪽 귀퉁이에 사용했었다. 말하자면 잉글랜드와 스코틀랜드와 아일랜드 국기를 합해서 만든 게 바로 유니언 기이다.

### 1801년 이후 유니언 잭
현재 유니언 잭은 1800년 선포한 합병령으로 1801년 1월 1일, 아일랜드 왕국과 그레이트브리튼 왕국이 결합하여 그레이트브리튼 아일랜드 연합왕국이 되면서 만들었다. 아일랜드 나타내는 성 파트리치오 십자(흰 바탕에 붉은 X자 모양의 십자가를 그림)가를 스코틀랜드의 성 안드레아 십자 위에 추가했다. 붉은 십자는 잉글랜드의 헨리 2세가 아일랜드를 다스리기 위해 보낸 피츠제럴드 가문의 문장에서 온 것으로 생각한다. 실제 이 문양은 아일랜드에서 거의 사용하지 않는다. 대신에 하프나 켈트 십자, 토끼풀, 또는 (1922년 이후) 아일랜드 삼색기를 사용한다.

### 현재의 국기 디자인 문제
많은 웨일스 사람들은 적룡기나 성 데이비드 기를 포함한 새로운 유니언 플래그를 제작할 것을 요구하고 있고, 몇몇 사람들은 실제로 그 디자인을 제안하고 있기도 하다. 기존 디자인(잉글랜드+스코틀랜드+(북)아일랜드)은 현재의 영국 구성 국가를 반영하지 못하고 있기 때문이다. 기존의 유니언 잭이 생길 때에는 웨일스가 잉글랜드에 포함되어 있었기 때문에 웨일스 국기가 반영되지 않았으나, 현재는 웨일스가 잉글랜드에서 독립했으니 마땅히 유니언 잭에 반영되어야 한다는 것이다. 이를 반대하는 쪽에서는 웨일스가 왕국(kingdom) 지위가 아닌 공국(公國, principality; 웨일스 공 참고) 지위이기 때문에 유니언 플래그에 반영할 수 없다는 논리를 들고 있다(잉글랜드, 스코틀랜드, 아일랜드는 각각 왕국의 지위를 지닌 채 연합왕국을 이루었다).
2007년 11월 말, 웨일스 렉섬이 지역구인 이언 루카스 영국 하원 의원(노동당)이 하원 의사당에서 웨일스의 깃발이 유니언 잭에 포함되어야 한다고 주장하였다. 이에 보수당의 스튜어드 잭슨 의원(지역구: 잉글랜드 피터버러)이 “희한한 제안(eccentric proposal)”이라고 비난하였으나, 마거릿 호지 문화부 장관은 국기의 개정을 검토하겠다고 답변했다.

## 유니언 잭을 포함하는 국기 또는 주기
영국 국기인 유니언 잭은 영국이 아닌 여러 나라의 국기에도 사용되고 있다. 독립국 중에는 뉴질랜드, 오스트레일리아, 투발루, 피지의 국기에 포함되어 있다. 캐나다도 1965년 현재의 캐나다의 국기를 채택하기 전까지는 유니언 잭을 국기에 사용했다. 매니토바주, 브리티시컬럼비아주, 온타리오주의 기에는 영국 국기가 들어있다. 미국의 하와이주는 영국의 지배를 겪지는 않았음에도 유니언 잭이 들어있다. 피지는 공화국으로 출범한 이후에도 아직까지 유니언 잭이 남아있다. 니우에는 별이 추가되어 있다.

### 속령의 기

뉴질랜드의 국기
니우에의 기
몬트세랫의 기
버뮤다의 기
사우스조지아 사우스샌드위치 제도의 기
세인트헬레나의 기
앵귈라의 기
어센션섬의 기
영국령 남극 지역의 기
영국령 버진아일랜드의 기
영국령 인도양 지역의 기
오스트레일리아의 국기
쿡 제도의 기
터크스 케이커스 제도의 기
투발루의 국기
트리스탄다쿠냐 제도의 기
포클랜드 제도의 기
피지의 국기
핏케언 제도의 기

### 주기

뉴사우스웨일스주의 기 (오스트레일리아)
매니토바주의 기 (캐나다)
브리티시컬럼비아주의 기 (캐나다)
빅토리아주의 기 (오스트레일리아)
사우스오스트레일리아주의 기 (오스트레일리아)
온타리오주의 기 (캐나다)
웨스턴오스트레일리아주의 기 (오스트레일리아)
퀸즐랜드주의 기 (오스트레일리아)
태즈메이니아주의 기 (오스트레일리아)
하와이주의 기 (미국)

## 같이 보기
- 영국의 기 목록
- 대영 제국의 기 목록